# Miss Bolivia Mundo 2016
La 3.ª edición del Miss Bolivia Mundo, correspondiente al año 2016, se llevó a cabo en la ciudad de Santa Cruz de la Sierra, Bolivia; en fecha 27 de agosto de 2016, donde 12 candidatas provenientes de los diversos departamentos del país concursaran por el título, cada una de las candidatas debe de realizar un vídeo en el que apoyen una causa social, este concurso tiene el nombre BELLEZA CON PROPÓSITO, Al final del evento, Vivian Serrano, Miss Bolivia Mundo 2015 coronó a su sucesora Leyda Suárez de Tarija.
La noche final del concurso fue transmitida por la cadena de televisión Unitel y por el portal oficial de Promociones Gloria en la web para todo el mundo; siendo un evento de dos horas y media de duración. La ganadora representó al país suramericano en el Miss Mundo 2016 que se realizó el 5 de diciembre en Washington D. C. en cual la ganadora de dicho concurso fue la representante de Puerto Rico - Stephanie Del Valle

## Resultado Final
| Resultado Final                 | Departamento | Candidata                          |
| ------------------------------- | ------------ | ---------------------------------- |
| Miss Bolivia Mundo 2016         | Tarija       | Leyda Lourdes Suárez Aldana        |
| Miss Charity Queen Bolivia 2016 | Santa Cruz   | Maria Rene Rivero Suárez           |
| Miss Wolrd Peace Bolivia 2016   | Beni         | Diana Mariela Ascarrunz            |
| TOP 6 FINALISTAS                | Beni         | Esthefania Yabeta Arteaga          |
| TOP 6 FINALISTAS                | Cochabamba   | Maria Laura Zambrana Campero       |
| TOP 6 FINALISTAS                | La Paz       | Giovanna de Jesús Salazar Quintana |

## Representaciones
Representaciones de nuestra candidatas a nivel internacional representando a Bolivia
| Delegada                    | Concurso Internacional                            | Cede           | Resultado       | Otros premios |
| --------------------------- | ------------------------------------------------- | -------------- | --------------- | ------------- |
| Leyda Lourdes Suárez Aldana | Miss Mundo 2016                                   | Estados Unidos | No clasificó    |               |
| Maria Rene Rivero Suárez    | Charity Queen of One Power International 2016     | Vietnam        | por participar  |               |
| Maria Rene Rivero Suárez    | Reina Hispanoamericana 2016                       | Bolivia        | No clasificó    |               |
| Maria Rene Rivero Suárez    | Miss Intercontinental 2016                        | Sri Lanka      | No clasificó    |               |
| Diana Mariela Ascarrunz     | Miss World Peace 2016                             | Por conocer    | por participar  |               |
| Diana Mariela Ascarrunz     | Miss Tourims Queen of the Year Internacional 2016 | Polonia        | No clasificó    |               |
| Lizzie Jaldin Chamarro      | Reinado Internacional de la Primavera 2016        | Perú           | Represenatacion |               |
| Katherine Càceres Pérez     | Miss Asia Pasific Internacional 2016              | Filipinas      | No clasificó    |               |
| Esthefania Yabeta Arteaga   | New World Miss University 2017                    | China          | por participar  |               |

## Jurado Calificador
Estos son miembros del jurado que evaluaron a las finalistas y ganadora que eligieron a la Miss Bolivia Mundo 2016:
- Eduardo Ribera Salvatierra, cruceño, arquitecto de profesión. Director del Museo de Arte Contemporáneo de Santa Cruz y de la Bienal Internacional de Arte que organiza el municipio. Artista Visual autodidacta, trabajador incansable gestionando proyectos culturales con todas las comunidades. En 2011 se convierte en el primer Curador Institucional en Santa Cruz. Obtuvo premios y reconocimientos en diferentes.
- Monika Siles, importante diseñadora de modas de la ciudad de El Pagador. Sucrense de nacimiento. Sus trajes son un poema porque ella es una experta en contar historias a través de la ropa. Estudio diseño en Santiago de Chile y desde entonces no ha dejado de crear. Además es Comunicadora Social y dirige la Revista Monika Altamoda. Su fama está asociada a la producción de costosos y laboriosos trajes para el carnaval de Oruro aunque también viste reinas, novias y mujeres distinguidas.
- Marco Ayala, destacado y mediático Abogado , cuenta con amplia trayectoria como experto jurídico ambiental vinculado a instituciones privadas, públicas y universitarias. Fue magistrado de Estado durante varios años. Ha escrito y publicado seis libros sobre Derecho Ambiental, así como ha realizado una amplia labor investigativa, de interacción y comunicación. Actualmente desarrolla actividades corporativo comunicacionales con importantes empresas y medios de comunicación de todo el País.
- Daniela Domínguez de Reznicek, Natural de la bella Tarija fue Miss Tarija 1990 y Señorita Bolivia 1990 (Miss Bolivia Mundo 1990), representó al país en el Miss Mundo 1990. Estudio Ciencias Políticas, Psicología y coaching empresarial. Casada con Cristian Reznicek hace 20 años y actualmente ejerce la mejor de todas las profesiones: mamá de tres hermosas hijas.
- Jorge Sierra, nacido en Santa Cruz, cineasta, fotógrafo y escritor. Produjo la exitosa película El Ascensor, Dirigió la película “El juego de la Silla” y fue director de fotografía de la película “La Herencia”. Este año publicó su primer libro “El Código Humano” que es un éxito de ventas. Ha realizado documentales Y fotografías alrededor de todo el país. Premiado nacional e internacionalmente, es un referente en la comunicación audiovisual en Bolivia.
- Birgit Ellefsen, fue Miss Cochabamba 1987 y Miss Bolivia Mundo 1987, representó a Bolivia en el concurso Miss Mundo 1987, es diseñadora de modas y su exclusiva línea Belle 3 se comercializa en Nueva York y otras ciudades de Sudamérica. Su profesión es Historiadora del Arte. Escribe artículos históricos para la revista Royalty Magazine y ha publicado artículos en libros y revistas de arte. Catedrática de esta carrera en varias universidades. Residió en Lima y fue allí donde estudio Orfebrería. Como hija de arqueólogo es amante del arte boliviano y su historia.
- DR. ABEL MONTAÑO, Veedor en calidad de asesor de la empresa Promociones Gloria para efecto de la realización de procedimientos legales y actuación del jurado de cuya actuación dará fe pública la notaria del concurso.
- DRA. CLAUDIA HEREDIA, Notaria de Fe Pública.

### Jurado Para Elegir a Top Model Miss Bolivia Mundo
- Helen Aponte Saucedo - Miss Beni 2003 y Miss Bolivia Mundo 2003 y Top 20 de las Semifinalista del Miss Mundo 2003
- Olivia Pinheiro Menacho- Miss Santa Cruz 2010, Miss Bolivia Universo 2010, representó a Bolivia en el Miss Universo 2011, y ganó el título de Miss Caraïbes Hibiscus 2012.

## Títulos Previos
Las 12 candidatas lucharon por obtener títulos previos antes del Miss Bolivia.
| Título                 | Departamento | Candidata                         |
| Belleza con Propósito  | - Cochabamba | Maria Laura Zambrana Campero      |
| Top Model MBM16        | - La Paz     | Nicole Estéfani Pers Gumiel       |
| Miss Fotogenica        | - Beni       | Esthefania Yabeta Arteaga         |
| Miss Talento           | - Tarija     | Leyda Lourdes Suárez Aldana       |
| Miss Elegancia Rosamar | - Beni       | Diana Mariela Ascarrunz           |
| Mejor Sonrisa Orest    | - Beni       | Diana Mariela Ascarrunz           |
| Mejor Baile de Bolivia | - Santa Cruz | Maria Rene Rivero Suárez          |
| Mejor Cabellera Sedal  | - Chuquisaca | Alejandra Victoria Tuddo Martínez |
| Miss Deporte Via Sport | - Beni       | Esthefania Yabeta Arteaga         |

## Candidatas
- 12 candidatas fueron confirmadas para concursar rumbo a la corona del Miss Bolivia Mundo 2016[3]

(En la tabla se utiliza su nombre completo, los sobrenombres van entrecomillados y los apellidos utilizados como nombre artístico, entre paréntesis; fuera de ella se utilizan sus nombres «artísticos» o simplificados)
| Departamento | Candidata                              | Edad | Estatura | Título del Proyecto                      |
| Beni         | Esthefania Yabeta Arteaga              | 19   | 1,74     | Una Esperanza Para Vivir Mejor           |
| Beni         | Diana Mariela Ascarrunz                | 22   | 1,81     |                                          |
| Cochabamba   | Maria Laura Zambrana Campero           | 21   | 1,80     | Valientes en la Lucha                    |
| Chuquisaca   | Alejandra Victoria Tuddo Martínez      | 24   | 1,75     |                                          |
| La Paz       | Nicole Estéfani Pers Gumiel            | 22   | 1,75     |                                          |
| La Paz       | Mariana Guisselle García Sandoval      | 23   | 1,70     |                                          |
| La Paz       | Gabriela del Rosario Mendoza Benavides | 24   | 1,72     |                                          |
| La Paz       | Giovanna de Jesús Salazar Quintana     | 25   | 1,68     | Ellos Tienen VIH y Tienen Futuro de Vida |
| Oruro        | Katherine Càceres Perez                | 25   | 1,68     |                                          |
| Pando        | Lizzie Jaldin Chamarro                 | 23   | 1,74     | Cicatrices de Guerra                     |
| Santa Cruz   | Maria Rene Rivero Suarez               | 19   | 1,75     | Rincón del Aprendizaje                   |
| Tarija       | Leyda Lourdes Suárez Aldana            | 19   | 1,73     |                                          |

## Datos de las Candidatas
- Algunas de las delegadas del Miss Bolivia 2016 han participado, o participarán, en concursos de bellezas internacionales:
  - Nicole Pers (La Paz), participó en el Miss Latinoamérica 2013 en Panamá, resultando de Princesa Latinoamérica (1 finalista) y ganó el título de Mejor Traje Típico.
  - Lizzie Jaldin (Pando), participó en el Miss Planet Universe 2014 en Perú, resultando como Miss Planet World 2014 (Segundo Lugar).
- Algunas de las delegadas del Miss Bolivia 2016 han participado, o participarán, en certámenes de importancia regionales y nacionales
  - Giovanna Salazar (La Paz), fue Miss La Paz 2015 y fue Segunda Finalista del Miss Bolivia Universo 2015
  - Maria Renè Rivero (Santa Cruz), fue Miss Distrito 4 (Santa Cruz) 2012, Miss Teen Model Santa Cruz 2013, Miss Teen Model Bolivia 2013 y es Virreina de la Tradición Cruceña 2015
  - Nicole Pers (La Paz) fue Srta La Paz 2013 y participó en el Miss Bolivia 2013 sin lograr clasificación.
  - Maria Laura Zambrana (Cochabamba), fue Miss Caporales San Simón 2015 y Ñusta 2016
  - Alejandra Tuddo (Chuquisaca) participó en el Miss Chuquisaca 2014, resultando de Primera Finalista.
  - Mariana García (La Paz), fue Virreina del Carnaval Paceño 2012 y Primera Finalista del Miss La Paz 2016.
  - Gabriela Mendoza (La Paz), es Virreina del Carnaval Paceño 2016, es Miss Redes Sociales La Paz 2016 y Tercera Finalista del Miss La Paz 2016
  - Lizzie Jaldin (Pando), ganó la corona del Miss Bolivia Pacífico y Caribe 2014 y Miss Belleza Atrigrada 2016.
  - Katherin Càceres (Oruro), fue candidata a Miss Oruro 2016, pero se retiró del concurso por una lesión.
- Algunas candidatas fueron elegidas en sus concursos departamentales, pero por razones desconocidas no participaron:
  - Malena Guerreca (Tarija), fue elegida Miss Tarija Mundo 2016, en la elección final del Miss Tarija Universo 2016.
  - Varinia Torrez (Potosí) fue elegida Miss Potosí Mundo 2016, como tercer lugar, en el Miss Potosí 2016.
- Algunas candidatas fueron inscritas al concurso, pero declinaron a participar en esta edición 2016:
  - Nicole Orellana (Chuquisaca), Iciar Diaz Camacho (Santa Cruz) y Dalma López (Tarija).